# 周祖植
周祖植（?—?），字芝生，清朝政治人物，河南商城（现属安徽金寨縣汤家汇镇）人，祖籍江西婺源。
周祖植为嘉慶二十四年（1819年）己卯恩科进士。道光十七年（1837年）任苏松道道员。官至江苏按察使。